# Sherlock Holmes (série télévisée, 1954)
Pour les articles homonymes, voir Sherlock Holmes (série télévisée).
Sherlock Holmes est une série télévisée américaine en 39 épisodes de 30 minutes, inspirée de l’œuvre d'Arthur Conan Doyle et diffusée de 1954 à 1955 aux États-Unis. En France, la série a été diffusée à partir du 16 septembre 1960 sur la RTF.

## Synopsis
Sherlock Holmes est chargé de résoudre différentes enquêtes.

## Fiche technique
- Titre original : Sherlock Holmes
- Réalisation : Steve Previn, Sheldon Reynolds et Jack Gage [lien vers le mauvais Gage]
- Scénario : Charles Early, Lou Morheim, Joseph Early, Sheldon Reynolds, Harold Jack Bloom d'après l’œuvre d'Arthur Conan Doyle
- Décors : Raymond Druart
- Photographie : Raymond Clunie (Les extérieurs furent tournés en France)
- Son : Tony Leenhardt
- Montage : George Gale
- Musique : Paul Durand et Françoise Javet
- Société de production : Guild Films - Poste Parisien
- Pays d'origine : États-Unis
- Format : Noir et blanc - 35 mm - 1,37:1 - Mono
- Genre : Policier
- Dates de première diffusion :  États-Unis : 18 octobre 1954 ;  France : 16 septembre 1960.

## Distribution
- Ronald Howard : Sherlock Holmes
- Howard Marion-Crawford : le docteur Watson
- Archie Duncan : l'inspecteur Lestrade et joue aussi l'écossais Malcolm Macgrégan dans l'épisode 35 Le portrait hanté (The Case of the Haunted Gainsborough)
- Richard Larke : le sergent Wilkins
- Eugene Deckers : rôles divers (7 épisodes)
- Colin Drake : Albert Snow
- Roland Bartrop  : Carpenter
- Jean Ozenne : un épisode

## Épisodes
1. L'héritage de Peter Cunningham (The Case of the Cunningham Heritage) (18 octobre 1954)
2. Le sacrifice de Lady Beryl (The Case of Lady Beryl) (25 octobre 1954)
3. La vengeance manquée (The Case of the Pennsylvania Gun) (1er novembre 1954)
4. Meurtre au rodéo (The Case of the Texas Cowgirl) (8 novembre 1954)
5. Le fantôme farceur (The Case of the Belligerent Ghost) (15 novembre 1954)
6. Le ballet de la mort (The Case of the Shy Ballerina) (22 novembre 1954)
7. La légende de Winthrop (The Case of the Winthrop Legend) (29 novembre 1954)
8. Le cargo maudit (The Case of the Blind Man's Bluff) (6 décembre 1954)
9. Qui a tué Sally King ? (The Case of Harry Crocker) (13 décembre 1954)
10. La huitième victime (The Mother Hubbard Case) (20 décembre 1954)
11. La ligue des cheveux roux (The Case of the Red-Headed League) (27 décembre 1954)
12. Les faux-monnayeurs (The Case of the Shoeless Engineer) (3 janvier 1955)
13. Le billet de Sweepstake (The Case of the Split Ticket) (10 janvier 1955)
14. L’aventure de l'interprète (The Case of the French Interpreter) (17 janvier 1955)
15. Le violon hanté (The Case of the Singing Violin) (24 janvier 1955)
16. La pierre de Greystone (The Case of the Greystone Inscription) (31 janvier 1955)
17. La menace d’Amonotep (The Case of the Laughing Mummy) (7 février 1955)
18. L’assassin aux chardons (The Case of the Thistle Killer) (14 février 1955)
19. Sherlock Holmes a disparu (The Case of the Vanished Detective) (21 février 1955)
20. La suffragette (The Case of the Careless Suffragette) (28 février 1955)
21. Incendies à Londres (The Case of the Reluctant Carpenter) (7 mars 1955)
22. La prophétie de la mort (The Case of the Deadly Prophecy) (14 mars 1955)
23. Le pudding de Noël (The Case of the Christmas Pudding) (4 avril 1955)
24. L'énigme du train de nuit (The Case of the Night Train Riddle) (11 avril 1955)
25. Le belliqueux prétendant (The Case of the Violent Suitor) (18 avril 1955)
26. Le bébé mène l'enquête (The Case of the Baker Street Nursemaids) (25 avril 1955)
27. La huitième marche (The Case of the Perfect Husband) (2 mai 1955)
28. Le pendu de Glasgow (The Case of the Jolly Hangman) (9 mai 1955)
29. L'imposteur (The Case of the Imposter Mystery) (19 mai 1955)
30. Sherlock Holmes à la Tour Eiffel (The Case of the Eiffel Tower) (23 mai 1955)
31. La légende de la tour (The Case of the Exhumed Client) (30 mai 1955)
32. Shakespeare aide Sherlock Holmes (The Case of the Impromptu Performance) (6 juin 1955)
33. On arrête Sherlock Holmes (The Case of the Baker Street Bachelors) (20 juin 1955)
34. Enquête à la cour (The Case of the Royal Murder) (27 juin 1955)
35. Le portrait hanté (The Case of the Haunted Gainsborough) (4 juillet 1955)
36. Sherlock Holmes cambrioleur (The Case of the Neurotic Detective) (11 juillet 1955)
37. Le joueur (The Case of the Unlucky Gambler) (18 juillet 1955)
38. La dent de diamant (The Case of the Diamond Tooth) (19 septembre 1955)
39. Echec au mort (The Case of the Tyrant's Daughter) (17 octobre 1955)

Note : les dates entre parenthèses sont celles de la première diffusion aux États-Unis.